# ماریام خاتیسیان
ماریام (ماریسیان) خاتیسیان (ارمنی: Մարիամ (Մարիսյան) Խատիսյան؛ زادهٔ ۱۸۴۵ - درگذشته ۹ فوریه ۱۹۱۴) یک رمان‌نویس اهل ارمنستان است. وی به همراه زابل سیبیل آساتور انجمن‌های خیریه زنان (hy) جهت اختصاص دادن وجوهات تعلیم و تربیت برای ارائه آن به دختران ارمنیان روسیه و امپراتوری عثمانی را هدایت می‌نمودند.

## آثار
- هغینه (Հեղինե ۱۸۹۰)
- جویندگان داماد (Փեսա որոնողներ ۱۸۹۴)
- بر روی مسیر نو (Նոր ճանապարհի վրա ۱۸۹۴)
- زن ناکام (Դժբախտ կին ۱۸۹۹)